# فاهيه تمزجيان
فاهيه تمزجيان (1945 - 2011) ناقد موسيقي سوري أرمني ومقدِّم لبرنامج (لُغة العالم) على التلفزيون السوري في الثمانينات والتسعينات من القرن العشرين. ساهم فاهيه تمزجيان في تثقيف جيل عربي كامل بالثقافة الموسيقية الكلاسيكية 
كان يقدم كل أسبوع مقطوعات لشوبان وبتهوفن وفيردي يُلحقها بكلام عن حيثيات هذه المقطوعات وعن مؤديها. بدأ حياته كصانع للنظارات الطبية، وامتهن ذلك رسمياً بعد أن ترعرع ودرس في دمشق. 